# Нов сексуален начин на живот
„Нов сексуален начин на живот“ (на английски: New Sexual Lifestyles) е арт инсталация от ирландския фотограф Джерард Бърн от 2003 г.
Инсталацията представлява 3-канално видео на монитор, представящо седем фотографии за 54 минути. Дъблинският творец Джерард Бърн се занимава предимно с кино и фотография. Прави няколко големи инсталации, които представят литературни и театрални източници, изследвайки по какъв начин изображенията са изградени и споделени. Бърн представя Ирландия на Венецианското биенале и Лионското биенале през 2007 г., биеналето в Сидни, в Гуанджоу и триеналето в Торино през 2008 г. Множество негови творби са участвали в самостоятелни изложби в Ирландския музей за модерно изкуство.
Инсталацията е изложена в Ирландския музей за модерно изкуство в Дъблин.